# Challenger de Como 2022
El torneo Città di Como Challenger 2022 es un torneo de tenis perteneciente al ATP Challenger Tour 2022 en la categoría Challenger 80. Se trata de la 16.ª edición, el torneo tendrá lugar en la ciudad de Como (Italia), desde el 29 de agosto hasta el 4 de septiembre de 2022 sobre pista de tierra batida al aire libre.

## Jugadores participantes del cuadro de individuales
| Favorito | País              | Jugador           | Rank1 | Posición en el torneo |
| -------- | ----------------- | ----------------- | ----- | --------------------- |
| 1        | Bandera de Italia | Marco Cecchinato  | 141   | Primera ronda         |
| 2        | Bandera de Italia | Giulio Zeppieri   | 146   | Segunda ronda         |
| 3        | Bandera de Italia | Francesco Passaro | 148   | Final                 |
| 4        | Bandera de Serbia | Nikola Milojević  | 139   | Primera ronda         |
| 5        | Bandera de Italia | Matteo Arnaldi    | 188   | Semifinales, retiro   |
| 6        | Bandera de Italia | Gleb Sakharov     | 189   | Cuartos de final      |
| 7        | Bandera de Italia | Riccardo Bonadio  | 190   | Primera ronda         |
| 8        | Bandera de Italia | Andrea Arnaboldi  | 197   | Primera ronda         |

- 1 Se ha tomado en cuenta el ranking del 22 de agosto de 2022.

### Otros participantes
Los siguientes jugadores recibieron una invitación (wild card), por lo tanto ingresan directamente al cuadro principal (WC):
- Federico Arnaboldi
- Gianmarco Ferrari
- Matteo Gigante

Los siguientes jugadores ingresan al cuadro principal tras disputar el cuadro clasificatorio (Q):
- Adrian Andreev
- Marius Copil
- Cezar Crețu
- Nicolás Moreno de Alborán
- Mariano Navone
- Giovanni Oradini

## Campeones

### Individual Masculino
- Cedrik-Marcel Stebe derrotó en la final a  Francesco Passaro, 7–6, 6–4.

### Dobles Masculino
- Alexander Erler /  Lucas Miedler derrotaron en la final a  Dustin Brown /  Julian Lenz, 6–1, 7–6(3).